# Великокіб'їнське сільське поселення
Великокі́б'їнське сільське поселення (рос. Большекибьинское сельское поселение) — муніципальне утворення в складі Можгинського району Удмуртії, Росія. Адміністративний центр — село Велика Кіб'я.

## Населення
Населення — 1837 осіб (2015; 1954 в 2012, 2002 в 2010).

## Історія
Сільське поселення було утворене 13 липня 2005 року шляхом перетворення Великокіб'їнської сільської ради у рамках муніципальної реформи у Росії. 2016 року до його складу була включена територію ліквідованого Верхньоюринського сільського поселення.

## Склад
До складу поселення входять такі населені пункти:
| Населений пункт         | Населення, осіб (2010) | Населення, осіб (2012) |
| ----------------------- | ---------------------- | ---------------------- |
| Атабаєво, присілок      | 97                     | 94                     |
| Велика Кіб'я, село      | 608                    | 589                    |
| Верхні Юрі, присілок    | 535                    | 530                    |
| Зобніно, присілок       | 54                     | 53                     |
| Каменний Ключ, присілок | 127                    | 125                    |
| Карашур, присілок       | 269                    | 261                    |
| Новотроїцьк, присілок   | 9                      | 9                      |
| Пойкіно, присілок       | 146                    | 134                    |
| Привольний, присілок    | 1                      | 1                      |
| Туташево, присілок      | 156                    | 158                    |

## Господарство
В поселенні діють 2 середні школи та 2 садочки (Велика Кіб'я, Верхні Юрі), дільнича лікарня, 3 фельдшерсько-акушерських пункти, 3 клуби, 3 бібліотеки.
Серед промислових підприємств працюють ТОВ «Кіб'я», «Пойкіно», «Туташево», «Карашур», «Арлеть», «Ландиш», «Кіб'їнські пельмені», «Сельфон», «Оскон», «Мала Кіб'я», «Ізошур».